# Pibe
Las palabras pibe (o su femenino, piba) y su sinónimo pebete, que tienen el significado de niño y, por extensión, persona joven, fueron originalmente consideradas lunfardismos utilizados en el habla popular del área del Río de la Plata. Pebete fue incorporada al Diccionario de la Real Academia Española en su edición de 1970 incluyendo también en su uso al Paraguay y pibe lo fue en la edición de 1984 incluyendo a Bolivia, Argentina y Uruguay como área de uso, así como a otros diccionarios corrientes. Se usa también como tratamiento afectuoso solamente entre argentinos debido a que aquel extranjero no puede decirlo sin conocer a la persona ya que puede ser tomado a mala manera.

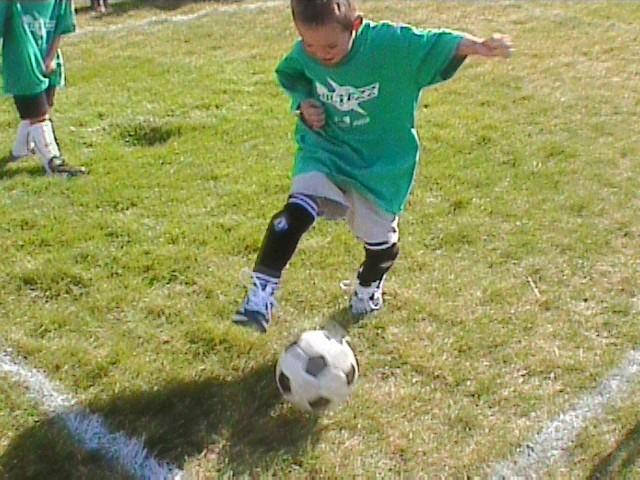
Un niño jugando fútbol.

## Concepto de lunfardo
El lunfardo es una jerga originada en  desarrollada principalmente en la ciudad de Buenos Aires, capital de la República Argentina, y su conurbano; también  otras ciudades cercanas como Rosario (en la provincia de Santa Fe) y Montevideo (en Uruguay) contribuyeron desde el principio a su desarrollo.
Después de señalar la dificultad que existe en precisar el concepto de lunfardo, Mario Teruggi se inclina a decir que es un "habla popular argentina compuesta de palabras y expresiones que no están registradas en los diccionarios castellanos corrientes"
para aclarar más adelante que "los lunfardismos son propios del habla subestándar popular y que de ninguna manera los cultismos y otros términos elevados pueden incluirse en esa categoría.".

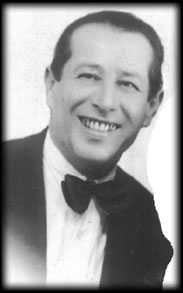
Ernesto Ponzio, el Pibe Ernesto

## Pibe y pebete
De acuerdo con la RAE, pebete procede del catalán pebet. José Gobello afirma que pibe procede de pivello -voz común en varios dialectos hablados en la península itálica- o de pivetto, palabra del genovés diminutivo de pivo –palabra de ese dialecto que ya aparecía en el 1600 como sinónimo de niño o muchacho- derivada de piva, miembro viril. Antonio Dellepiane ya en 1894 citaba las palabras pive, piver, pebe, pibete o pebete También Villamayor citaba a pibe y pevete (con "v") y Florencio Sánchez lo usaba en su pieza breve Puertas adentro, estrenada en 1897. A Gobello le parece que pibe no es reemplazable por niño –demasiado protocolar- ni por purrete –excesivamente confianzudo. En sentido concordante Bernal dice sobre pibe:

”no debe haber en el habla porteña voz más cordial y cariñosa. La carga afectiva que encierra hace que su empleo no se limite a lo que su acepción pura autoriza, pasando a ser una muestra de amistad, de cariño y hasta de cierta intimidad cómplice.”

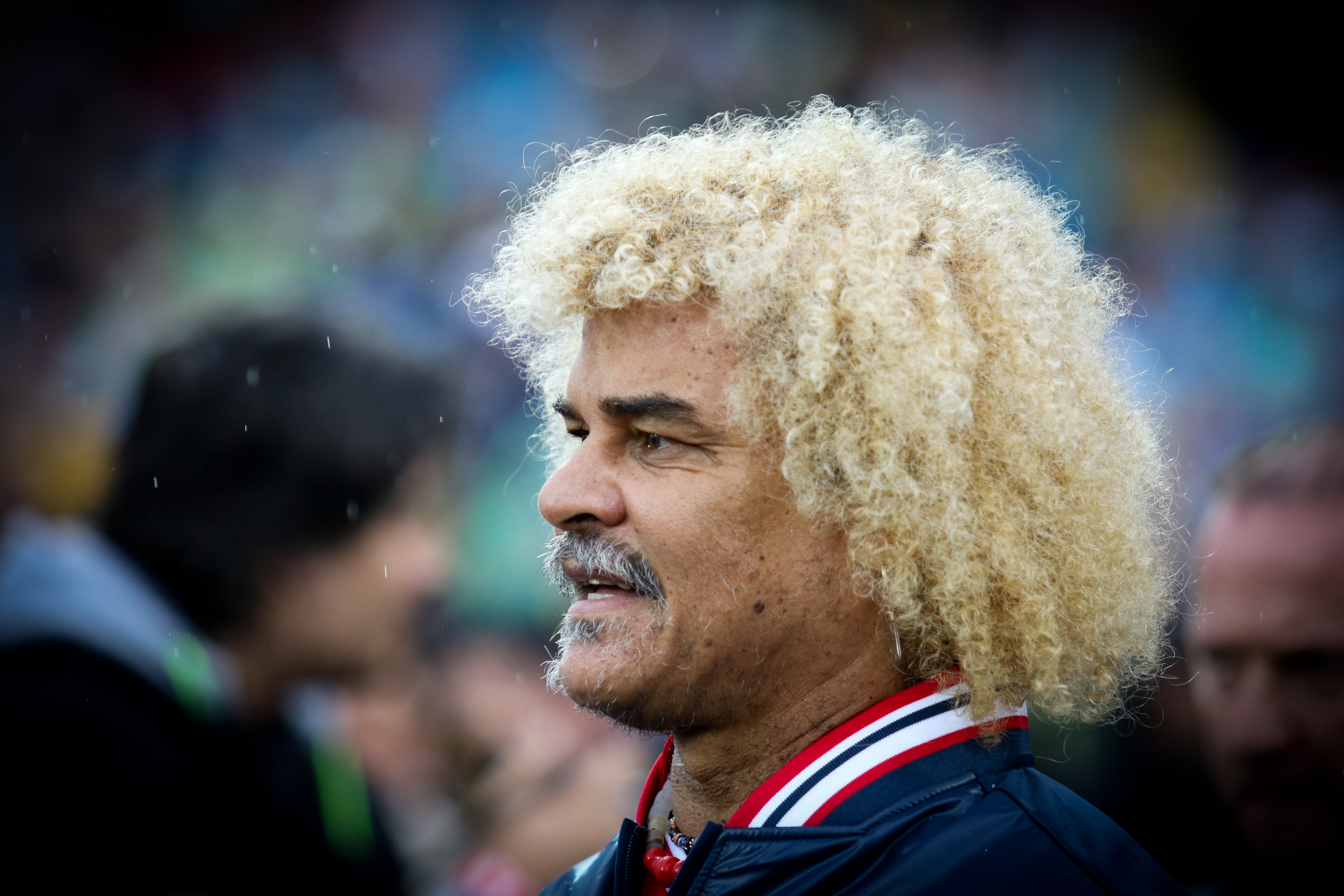
Carlos, el pibe Valderrama

Teruggi recoge la interpretación de Gobello y, además, cita la tesis que siguen Charles E. Kany y Joan Corominas que señalan que puede tener origen en una sustancia aromática –llamada justamente pebete- con la que se aludía eufísticamente a una cosa maloliente y de ahí, por antífrasis, a niño. ".
Lo cierto es que desde su aparición la voz es utilizada masivamente y no hubo poeta popular, sainetero y letrista de tango que no la incluyera entre sus versos.

## La revistaPBT
El 24 de septiembre de 1904 apareció el primer número de PBT, una revista argentina dedicada al humor gráfico de corte político a la cual su fundador, el periodista, humorista y poeta español Eustaquio Pellicer, quiso dar con ese nombre una imagen juvenil, inquieta y traviesa.

## La influencia del término en el tango y el teatro
Señala Teruggi que además del proceso de creación espontánea del lunfardo, están también lo que define como “creadores profesionales de lunfardismos”, esto es autores teatrales, escritores en el sentido amplio (libretistas de radio, guionistas de cine), poetas, letristas de tango, etc. Algunos de ellos, para lograr una rápida y eficaz comunicación, recurren a lunfardismos –que contienen una carga afectiva-, difundidos en mayor o menor medida, e incluso los crean ad hoc.
Florencio Sánchez lo usó la palabra pibe en su pieza breve Puertas adentro, estrenada en 1897. En 1908 José González Castillo estrenó el entremés orillero El retrato del pibe, con la actuación de Florencio Parravicini.
Hacia 1915, Vicente Greco tituló El pibe al tango que compuso sin letra. En 1925 aparece Mano cruel con versos de Armando Tagini y música de Carmelo Mutarelli, donde se canta a “la piba mimada de la calle Pepirí”, que fue grabado por Carlos Gardel.
En 1933 fue creado el tango Si se salva el pibe con letra de Celedonio Esteban Flores y música de Francisco Pracánico, que grabó Gardel el mismo año. Reinaldo Yiso en 1943 hizo la letra de El sueño del pibe, musicalizado por Juan Puey, sobre el muchacho que va a ser probado en un club de fútbol.
Las “lindas pibas de delantal“, esto es obreras de fábricas del barrio de Tres Esquinas, son mencionadas en 1941 en la letra del tango Tres Esquinas de Enrique Cadícamo a la que pusieron música Ángel D'Agostino y Alfredo Attadia y Horacio Ferrer nombra a “los pibes” de delantal, referido a los escolares, en la letra  Chiquilín de Bachín, compuesto con Astor Piazzolla.

## Otros usos
El argentinismo pebete es usado para designar un pequeño pan típico de la gastronomía argentina, también denominado pan de pebete o pan de Viena. Es de forma ovalada, corteza tostada y fina, miga esponjosa y se lo elabora con harina de trigo candeal. Su nombre proviene de Pan Blanco Tostado.